# Zach Wamp
Zachary Paul „Zach” Wamp (ur. 28 października 1957) – amerykański polityk, członek Partii Republikańskiej. W latach 1995–2011 był przedstawicielem trzeciego okręgu wyborczego w stanie Tennessee w Izbie Reprezentantów Stanów Zjednoczonych. W 2010 nie ubiegał się o reelekcję do Kongresu, startował natomiast bez powodzenia w walce o nominację Partii Republikańskiej w wyborach gubernatora Tennessee.